# Karbonlábnyom

Az egy főre jutó üvegházhatású gázkibocsátás térképe

A karbonlábnyom (más néven szénlábnyom) az emberi tevékenység környezetre gyakorolt hatásának egyik mértéke. Segítségével mérhetővé válik, hogy az emberi tevékenység milyen mértékben járul hozzá a globális felmelegedéshez. A karbonlábnyom a különböző lábnyom mutatók családjába tartozik, és jelentős részét teszi ki az ökológiai lábnyomnak.

## A karbonlábnyom definíciója
A karbonlábnyom azt mutatja, hogy egy cég tevékenysége, egy ember életmódja vagy egy termék életciklusa nyomán mennyi üvegházhatású gáz (ÜHG) kerül közvetetten és közvetlenül a levegőbe. A karbonkibocsátás az összes üvegházhatású gáz kibocsátást jelenti. Minél nagyobb a karbonlábnyom, annál nagyobb az éghajlatváltozásra mért hatás.
A magyarországi átlagos egyéni karbonlábnyom 5,7 tonna szén-dioxid egyenérték/fő, ugyanez Németországban 10,5 tonna CO2e/fő, az USA-ban pedig 20 tonna CO2e/fő körül alakul.

## A karbonlábnyom számítási módja
A karbonlábnyom-számítással a közvetetten és közvetlenül levegőbe kerülő üvegházhatású gázok kibocsátásának mértékét lehet kiszámolni. Minden ÜHG-kibocsátást tonna szén-dioxid egyenértékre (t CO2e) számolandó át, ami egyben a karbonlábnyom mértékegysége is.
Karbonlábnyomot lehet számolni termékre, szolgáltatásra, rendezvényre vagy akár társadalomra, gazdaságra vonatkozóan is. Vállalatok és egyének esetében rendszerint 1 éves időszakra vonatkozóan számolnak karbonlábnyomot. Internetes alkalmazás létezik, az építészeti megoldások összehasonlítására. 

### Egyének
Egyének karbonlábnyomát online karbonkalkulátorral, vagy adatbázisok segítségével saját kalkulációk alapján lehet kiszámítani.
Az egyéni karbonlábnyomot az alábbiak határozzák meg:
- háztartási energiafogyasztás: villamos-energia, földgáz, fatüzelés, távhő stb.
- gépkocsi-használatból eredő üzemanyag-fogyasztás
- tömegközlekedési eszközök használata
- légiközlekedés
- hulladék
- étkezés
- használati tárgyak vásárlása
- internetezés, banki szolgáltatások stb.
- szabadidős tevékenységek (nyaralás, sport, kultúra, szórakozás)

### Cégek
Cégek karbonlábnyomát rendszerint nemzetközi szabványok (pl. GHG Protokoll vagy ISO 14064) szerint számítják ki. A számítás történhet online karbonkalkulátorral, karbonmenedzsment szoftverrel vagy nemzetközi adatbázisok segítségével saját kalkulációk alapján is.

### Termékek
Termékek karbonlábnyomát ún. életciklus-elemzés (angolul Life Cycle Assessment/Analysis – LCA) szoftverekkel lehet kiszámítani.

## Az egyes szakterületek karbonlábnyoma
Az üvegházhatású gázok kibocsátása számos szakterületről származik. A mérések szerint ennek majdnem háromnegyede az energiafelhasználásból ered; a mezőgazdaság és a földhasználat csaknem egyötöde (ez egynegyedre nő, ha az élelmiszer-rendszert összességében vesszük figyelembe, beleértve a feldolgozást, a csomagolást, a szállítást és a kiskereskedelmet is); a fennmaradó 8% pedig az iparból és a hulladékból származik. Az egyes szakterületek karbonlábnyomának arányát az alábbi adatok szemléltetik.
| Szakterület | Karbonlábnyom aránya (%) |
| --- | ------------------------ |
| Energiaipar (villamos- és hőenergia előállítása, szállítása). Benne: energiafelhasználás az iparban (24,2%), szállításban (16,2%), épületekben (17,5%), a mezőgazdaságban és a halászatban (1,7%), egyéb (13,0%) | 73,2                     |
| Közvetlen ipari folyamatok. Benne: cement- (3,2%), vagyianyag- és petrolkémiai termékek (2,2%) gyártása | 5,2                      |
| Hulladékok (benne: szennyvíz 1,3%, hulladéklerakók 1,9%) | 3,2                      |
| Mezőgazdaság, erdészet és földhasználat (5,8%-ot képviselő állattenyésztéssel együtt) | 18,4                     |

## Jegyzet
1. ↑  A forrásként megadott mű nagyon részletes felsorolást tartalmaz a különböző szakterületek karbonlábnyom-részesedéséről.